# Stazione di Dossobuono
La stazione di Dossobuono è una stazione ferroviaria posta sulla linea Verona-Mantova-Modena a servizio della frazione di Dossobuono nel comune di Villafranca di Verona.
Fino al 1986 la stazione era capolinea della linea per Isola della Scala.
La gestione degli impianti è affidata a Rete Ferroviaria Italiana (RFI), controllata del gruppo Ferrovie dello Stato.

## Struttura ed impianti
Il fabbricato viaggiatori originario è stato demolito negli anni sessanta del XX secolo. Quello odierno è una struttura su due livelli di cui però solo il piano terra è aperto ai viaggiatori.
La struttura è in muratura e tinteggiata di giallo; la pianta è rettangolare.
Il piazzale si compone di tre binari, tutti passanti. Tutti i binari sono serviti da banchina e collegati fra loro da un sottopassaggio.

## Servizi
- Parcheggio bici
- Sala di attesa
- Sottopassaggio
- Aeroporto di Verona-Villafranca (2,3 km)

## Movimento
Il servizio passeggeri è svolto in esclusiva da parte di Trenitalia (controllata del gruppo Ferrovie dello Stato) per conto della Regione Veneto.
I treni sono esclusivamente di tipo regionale.
In totale sono circa trentaquattro i treni che effettuano servizio in questa stazione e le loro principali destinazioni sono: Mantova e Verona Porta Nuova.